# Могодітшане Файтерз
«Могодітшане Файтерз» (англ. Mogoditshane Fighters) — ботсванський футбольний клуб з міста Могадітшане. 

## Історія
Могодітшане Файтерз було засновано 19 квітня 1925 року в місті Могадітшане. Клуб 4 рази перемагав у національному чемпіонаті, 1 раз — в національному Кубку, 3 рази (1999, 2000 та 2003) — в Кубку виклику. Найвідомішим прізвиськом клубу є «Бразильці».
Клуб тричі виступав на континентальних турнірах під егідою КАФ, де він ніколи не зміг подолати перший раунд.

## Досягнення
- Прем'єр-ліга
  -  Чемпіон (4): 1999, 2000, 2001, 2003.
  -  Срібний призер (1): 2001/02

- Кубок виклику Футбольної асоціації Ботсвани
  -  Володар (3): 1999, 2000, 2003.[7]
  -  Фіналіст (1): 2004

- Кубок незалежності Ботсвани
  -  Володар (1): 2000

## Статистика виступів на континентальних турнірах
| Сезон | Турнір                     | Раунд      | Клуб                | Вдома | На виїзді | Загалом    |
| ----- | -------------------------- | ---------- | ------------------- | ----- | --------- | ---------- |
| 2000  | Кубок володарів кубків КАФ | Попередній | Лінаре              | 1-0   | 0-0       | 1-0        |
| 2000  | Кубок володарів кубків КАФ | 1          | Замсуре             | 1-2   | 1-2       | 2-4        |
| 2001  | Кубок володарів кубків КАФ | Попередній | Мхлуме Юнайтед      | 0-0   | 3-0       | 3-0        |
| 2001  | Кубок володарів кубків КАФ | 1          | Саншайн СК          | 3-2   | 1-2       | 4-4 (г.в.) |
| 2002  | Ліга чемпіонів КАФ         | Попередній | Сили оборони Лесото | 0-1   | 1-1       | 1-2        |